# Chitoria
Chitoria is een geslacht van vlinders uit de familie Nymphalidae.

## Soorten
- Chitoria chrysolora (Fruhstorfer, 1908)
- Chitoria cooperi (Tytler, 1926)
- Chitoria fasciola (Leech, 1890)
- Chitoria sordida (Moore, [1866])
- Chitoria subcaerulea (Leech, 1891)
- Chitoria ulupi (Doherty, 1889)
- Chitoria vietnamica Nguyen, 1979